# Nonnosus

Extensión del reino de Axum hacia el año 203

Nonnosus (en griego: Νόννοσος, romanizado: Nónnosos) fue un embajador enviado por el emperador bizantino Justiniano I al rey de Axum (en las actuales Etiopía y partes de la península arábiga) alrededor del año 530 CE. Escribió un relato de esa visita, ahora perdida, que fue leída y resumida por el patriarca bizantino Focio en el Codex 3 de su Bibliotheca. Según ese resumen, Nonnosus entró en Etiopía a través de la ciudad portuaria del Mar Rojo de Adulis y viajó por tierra hasta Axum. Describió haber visto una manada de 5000 elefantes en las cercanías de Aua, entre Adulis y Axum. El padre de Nonnosus, Abraham, había sido embajador de los árabes, y su tío, también llamado Nonnosus, había sido enviado a una embajada por el emperador Anastasio I.
La crónica de mediados del siglo VI de Juan Malalas (Libro 18.457) y la crónica posterior de Teófanes el Confesor incluyen, sin citar su fuente, una descripción detallada probablemente derivada del relato de Nonnosus de su reunión con el gobernante axumita. Malalas lo nombra como Elesboas y lo llama rey de los indios, mientras que Teófanes lo nombra como Arethas y lo identifica como el rey de los etíopes. Según Malalas, el embajador bizantino realizó proskynesis y fue recibido calurosamente por el rey, que estaba montado en una espectacular plataforma dorada sobre cuatro elefantes unidos. El gobernante axumita, ansioso por buenas relaciones con Justiniano, besó el sello imperial en la carta que presentó Nonnosus, y acordó hacer la guerra a los persas en nombre de Justiniano. En la práctica, sin embargo, la embajada de Nonnosus no pudo generar ninguna contribución militar significativa por parte de los axumitas.

## Biografía

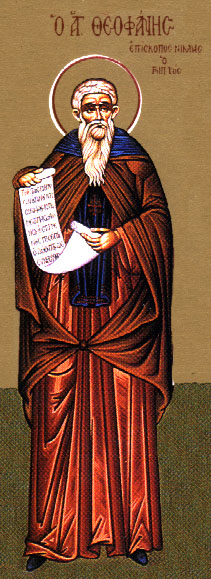
Teófanes el Confesor

Nonnosus nació alrededor del año 500 en una familia probablemente de origen sirio, pero aún vivía en Estambul. Su familia había llevado a cabo una serie de misiones diplomáticas en nombre de los emperadores bizantinos y mantuvo estrechos vínculos con las poblaciones árabes Lachmid (actual Irak del sur) y peligrosas (actual Arabia Saudita). Su abuelo paterno, Eufrasio, fue enviado al peligroso gobernante al-Harith en 502 por el emperador Anastasios, mientras que su padre, el sacerdote Abraham, fue enviado al rey lájmida al-Mundir III en 523/55. , durante el reinado de Justino I, luego al peligroso gobernante César en 528, así como en 531/532 durante el reinado de Justiniano I. Nonnosus mismo fue un mensajero al César en 530, así como a la rey de Etiopía, Ella Asbeha.

### Taller
Su referencia a esta misión se guardó en forma de extracto dentro de los textos de Photios. Nonnosos probablemente completó su informe en 532, ya que se refiere a la segunda misión diplomática de su padre, 531/532, pero su propia misión diplomática se refiere a la tercera edición de la Historia de Malala, que data de 533. El mismo informe fue utilizado por Ioannis Malalas, así como Teófanes el Confesor.
La misión diplomática de Nonnosus tenía tres objetivos: el embajador primero debe persuadir a Kais para que vaya a Constantinopla a ver al Emperador, y luego tendría que dirigirse a Etiopía para persuadir al rey Ella Asbeha para que se alíe con él. Imperio bizantino contra los persas, antes de ir a Yemen, para persuadir al reino de Himyar de este último, para que puedan proceder con ataques similares. Sin embargo, falló en su primera misión, afirmando que su padre tuvo más éxito en una misión diplomática que siguió a la suya. Después de cruzar el Mar Rojo, navegó a lo largo del río Nilo hacia la capital etíope, Axum, donde Ella Asbeha aceptó a los himaritas para lanzar incursiones en territorio persa. Desde allí, fue a Yemen, adquiriendo a este último, quien, de hecho, lanzó una serie de incursiones contra los persas.
Su narrativa, particularmente exótica, cuenta la historia de sus aventuras (por las cuales, según Focio, probablemente exagera su destreza personal), mientras está lleno de descripciones de la religión de los árabes (preislámicos), los idiomas locales, los elefantes. y los pigmeos.